# Latin American Poker Tour Saison 1
Résultats et tournois de la saison 1 du Latin American Poker Tour (LAPT).

## Résultats et tournois

### LAPT 1 Rio de Janeiro
- Lieu : Intercontinental Hotel, Rio de Janeiro,  Brésil[1]
- Prix d'entrée : 2 500 $[1]
- Date : Du 3 au 5 mai 2008[1]
- Nombre de joueurs :  315
- Prize Pool : 785 000 $
- Nombre de places payées :  32

| Place | Nom                    | Prix      |
| ----- | ---------------------- | --------- |
| 1er   | Julien Nuijten         | 222 940 $ |
| 2e    | Vitaly Kovyazin        | 117 750 $ |
| 3e    | Nikolai Senninger      | 86 350 $  |
| 4e    | Alex Brenes            | 62 800 $  |
| 5e    | Eduardo Henriques      | 47 100 $  |
| 6e    | Oliver Kugler          | 31 400 $  |
| 7e    | Rafael Pardo           | 23 550 $  |
| 8e    | Juan Carlos Burguillos | 15 700 $  |
| 9e    | Severin Walser         | 11 775 $  |

### LAPT 1 San José
- Lieu : Ramada Plaza Herradura, San José,  Costa Rica[2]
- Prix d'entrée : 2 700 $[2]
- Date : Du 22 au 24 mai 2008[2]
- Nombre de joueurs :  398
- Prize Pool : 965 150 $
- Nombre de places payées :  32

| Place | Nom                 | Prix      |
| ----- | ------------------- | --------- |
| 1er   | Waldemar Kwaysser   | 274 103 $ |
| 2e    | Max Steinberg       | 144 773 $ |
| 3e    | Steven Silverman    | 106 167 $ |
| 4e    | Alexander Soderlund | 77 213 $  |
| 5e    | Alec Torelli        | 57 909 $  |
| 6e    | Pawel Sanojca       | 38 606 $  |
| 7e    | Ashton Griffin      | 28 956 $  |
| 8e    | Joe Ebanks          | 19 303 $  |
| 9e    | Steven Thompson     | 14 477 $  |

### LAPT 1 Punta del Este
- Lieu : Mantra Resort Spa Casino, Punta del Este,  Uruguay[3]
- Prix d'entrée : 2 700 $[3]
- Date : Du 7 au 9 août 2008[3]
- Nombre de joueurs :  351
- Prize Pool : 851 175 $
- Nombre de places payées :  32

| Place | Nom                 | Prix      |
| ----- | ------------------- | --------- |
| 1er   | José Miguel Espinar | 241 735 $ |
| 2e    | Alex Brenes         | 127 675 $ |
| 3e    | Lisandro Gallo      | 93 630 $  |
| 4e    | Alexandre Gomes     | 68 100 $  |
| 5e    | Gylbert Drolet      | 51 070 $  |
| 6e    | Sidney Chreem       | 34 045 $  |
| 7e    | Juan José Pérez     | 25 535 $  |
| 8e    | Paulo César Ribeiro | 17 025 $  |
| 9e    | Carlos Curi         | 12 765 $  |